# Дейли, Джерри
Дже́рард Э́нтони Де́йли (англ. Gerard Anthony Daly; родился 30 апреля 1954 года, Кабра), более известный как Дже́рри Де́йли (англ. Gerry Daly) — ирландский футболист, выступавший на позиции полузащитника за ряд английских клубов, а также за национальную сборную Ирландии.

## Клубная карьера
Джерри родился в Кабре, пригороде Дублина. Начал играть в футбол в местном клубе «Стелла Мэрис». Его первым профессиональным клубом стал дублинский «Богемианс», за который он забил в матче Кубка УЕФА против «Кёльна» в сентябре 1972 года.
В 1973 году он перешёл в английский клуб «Манчестер Юнайтед». Главный тренер «Юнайтед» Томми Дохерти заплатил за ирландца £20 000. В первом сезоне Дейли в команде «Манчестер Юнайтед» занял в чемпионате 21-е место и вылетел во Второй дивизион. Уже в следующем сезоне команда выиграла Второй дивизион, а Дейли стал одним из ключевых игроков «Манчестер Юнайтед». В сезоне 1975/76 Джерри сохранил хорошую форму, сыграв 51 матч за команду, включая финал Кубка Англии 1976 года. Однако в середине сезона 1976/77 ирландец был продан в «Дерби Каунти» за £175 000.
В сентябре 1977 года Дейли воссоединился с Томми Дохерти, который был назначен главным тренером «баранов». Джерри выступал за «Дерби» до 1980 года. В 1977 года Дейли забил знаменитый пенальти в матче против «Манчестер Сити», в котором в течение игры пришлось заново наносить одиннадцатиметровую отметку из-за плохого состояния газона на поле «Бейсбол Граунд». В 1978 и 1979 году Дейли выступал на правах аренды за клуб «Нью-Ингленд Ти Мен» из Североамериканской футбольной лиги.
В 1980 году Дейли перешёл в «Ковентри Сити», где он провёл четыре сезона. В 1983 году выступал за «Лестер Сити» на правах аренды. В 1984 году перешёл в «Бирмингем Сити», а через год перебрался в «Шрусбери Таун». Перед началом сезона 1987/88 ирландец перешёл в «Сток Сити». Он сыграл 24 матча за «гончаров» и забив 2 гола, а по окончании сезона перешёл в «Донкастер Роверс», где и завершил профессиональную карьеру.
В 1989 году Джерри Дейли перешёл в полупрофессиональный клуб «Телфорд Юнайтед», где впоследствии работал главным тренером с 1990 до 1993 годы.

## Достижения
Манчестер Юнайтед
- Победитель Второго дивизиона Футбольной лиги: 1974/75